# Jimmy Feigen
James Feigen (nacido el 26 de septiembre de 1989) es un nadador universitario estadounidense e internacional que compite en pruebas de estilo libre. Ganó una medalla de plata como miembro del equipo de EE. UU. en el relevo 4 x 100 metros estilo libre en los Juegos Olímpicos de Londres de 2012.

## Vida personal
Feigen nació en Hilo, Hawái. Se graduó de Winston Churchill High School en San Antonio, Texas, y nadó para el equipo de natación de la escuela secundaria de Churchill Chargers. Él tenía el récord nacional de la escuela secundaria (yardas curso corto) en el estilo libre de 100 yardas (43.05) y el estilo libre de 50 yardas (19,49). Feigen fue el campeón del estado de Texas UIL Clase 5A en el estilo libre de 50 yardas entre 2006-08. Feigen fue el nadador del año de la Escuela Secundaria Masculina Nacional en 2008.

## Carrera internacional
En los ensayos olímpicos de 2008, Feigen se colocó 28 º en el estilo libre de 50 metros (22,86) y 40 ª en el estilo libre de 100 metros (50.34).
Apenas perdió puntos en el equipo de 2009 del Campeonato del Mundo, cuando terminó séptimo en el estilo libre de 100 metros (48.46) y quinto en el estilo libre de 50 metros (21,77) en el Campeonato Nacional de Natación de Estados Unidos. Sin embargo, a causa de sus resultados en los nacionales, fue nombrado al Equipo Nacional de Natación de EE. UU. en el estilo libre de 50 metros.